# Yannick Bangala
Yannick Bangala Litomba, né le 14 avril 1994 à Kinshasa, est un footballeur congolais (RDC). Évoluant au poste de défenseur ou de milieu défensif, il joue actuellement à l'AS Vita Club.

## Biographie
Avec la sélection congolaise des moins de 20 ans, il participe à la Coupe d'Afrique des nations junior 2013 organisée en Algérie. Avec la sélection principale, il dispute ensuite le championnat d'Afrique des nations en 2014 et en 2016. La République démocratique du Congo remporte l'édition 2016 qui se déroule au Rwanda, en battant le Mali en finale sur le score de 3-0.

## Palmarès
- Vainqueur du championnat d'Afrique des nations 2016 avec l'équipe de République démocratique du Congo
- Champions de linafoot 2021 avec Vita Club